# الدوري الأوروغواياني لكرة القدم 1913
الدوري الأوروغواياني لكرة القدم 1913 (بالإسبانية: Campeonato Uruguayo de Primera División 1913)‏ هو الموسم 13 من  الدوري الأوروغواياني لكرة القدم. أشرف على تنظيمه اتحاد أوروغواي لكرة القدم، وكان عدد الأندية المشاركة فيه  8.